# 三浦太郎 (政治家)
三浦 太郎（みうら たろう、1928年〈昭和3年〉10月28日 - 2003年〈平成15年〉1月22日）は、日本の政治家。元奈良県橿原市長（5期）。

## 経歴
奈良県出身。1949年〈昭和24年〉摂南工業専門学校（現・大阪工業大学）卒。卒業後は奈良県庁に入る。高田土木事務所工務課長、大和郡山、高田の各土木事務所長などを歴任。1975年〈昭和50年〉橿原市長に当選。5期務める。在職中、奈良県市長会、近畿市長会各会長、全国市長会理事などを務めた。5期途中の1992年〈平成4年〉引退。2003年〈平成15年〉死去。